# Matilde Hidalgová
Matilde Hidalgo de Procel (29. září 1889 Loja Province – 20. února 1974 Guayaquil) byla ekvádorská lékařka, básnířka a aktivistka. Byla první ženou v Ekvádoru a celé Jižní Americe, která mohla volit. Uskutečnilo se tak v roce 1924 při národních volbách. Bojovala za práva žen a též získala jako první žena v Jižní Americe doktorát z medicíny.